# الرومانية الكاثوليكية في اليمن
الكنيسة الكاثوليكية في اليمن هي جزء من الكنائس الكاثوليكية المنتشرة في جميع أنحاء العالم تحت القيادة الروحية للبابا في روما.
هناك 5000 كاثوليكي في البلاد والتي تشكل جزءا من النيابة الرسولية العربية التي تضم أيضا بلدان أخرى في شبه الجزيرة العربية.